# Veines spinales
Les veines spinales sont des veines péri-médullaires situées dans le pie-mère et qui forment un minuscule plexus veineux tortueux recevant les veines intra-médullaires. Elles se jettent dans les veines intervertébrales.
Elles émergent principalement de la fissure médiane ventrale de la moelle épinière et sont les plus importants dans la région lombaire. 
Ce plexus est formé de 6 veines : deux veines longitudinales médianes et quatre latérales.   

## Veines spinales antérieures
Les veines antérieures sont constituées d'une veine longitudinale médiane et d'une paire de veines longitudinales latérales :
- La veine spinale antérieure (2) est située dans la fissure médiane antérieure et reçoit les veines sulcales drainant la région centrale de la moelle.
- La paire de veines spinales antéro-latérales longe les sillons antéro-latéraux et draine la partie périphérique de la moelle[2].

## Veines spinales postérieures
Comme les veines antérieures, les veines spinales postérieures se composent d'une veine longitudinale médiane et de deux veines longitudinales latérales :
- La veine spinale postérieure (1) reçoit le long du sillon médian postérieur les veines médianes postérieures, drainant les colonnes postérieures de la moelle.
- une paire de veines spinales postéro-latérales (3) se déplace dans les sillons postéro-latéraux et draine la partie périphérique de la moelle[2].